# Vive les vacances (film, 1958)
Pour les articles homonymes, voir Vive les vacances.
Pour plus de détails, voir Fiche technique et Distribution.
Vive les vacances est un film français réalisé par Jean-Marc Thibault, sorti en 1958.

## Synopsis
Deux mécanos d'une usine automobile partent ensemble en vacances sur leur scooter, et après de multiples péripéties sur la Nationale 7, arrivent sur la Côte d'Azur, et se retrouvent embarqués contre leur gré sur un yacht.

## Fiche technique
- Réalisation  : Jean-Marc Thibault
- Scénario : Roger Pierre
- Dialogues : Jean-Marc Thibault
- Conseiller technique : Jean Laviron
- Chef décorateur: Henri Monin, Alexandre Hinkis (assistant)
- Photographie : Marc Fossard
- Photographe de Plateau : Léo Mirkine
- Musique : Jean-Pierre Landreau et Paul Delvincourt
- Pays de production :  France
- Genre : Comédie
- Durée : 82 minutes
- Date de sortie : 
  - France : 24 janvier 1958

## Distribution
- Jean-Marc Thibault : Jeannot
- Roger Pierre : Roger
- Michèle Girardon  : Graziella
- Claude Bessy : Ingrid
- Roger Saget : Carlo
- Daniel Crohem : le capitaine
- Jacqueline Maillan : Babette Berkley
- Jacques Dhery : le grand marin
- Jean-Marie Robain : le secrétaire
- Hugues Wanner : Conrad
- Jenny Astruc
- René Sarvil
- Michel Thomass